# Arundinaria spanostachya
Arundinaria spanostachya är en gräsart som först beskrevs av Tong Pei Yi, och fick sitt nu gällande namn av De Zhu Li. Arundinaria spanostachya ingår i släktet Arundinaria och familjen gräs. Inga underarter finns listade i Catalogue of Life.